# Ulica Szeroka w Gdańsku
Ulica Szeroka (niem. Breitgasse) – ulica w Gdańsku, na Głównym Mieście.
Bierze swój początek na Targu Drzewnym. Przecina dzielnicę na jej całej szerokości kończąc się nad brzegiem Motławy, nad którą prowadzi poprzez bramę Żurawia.

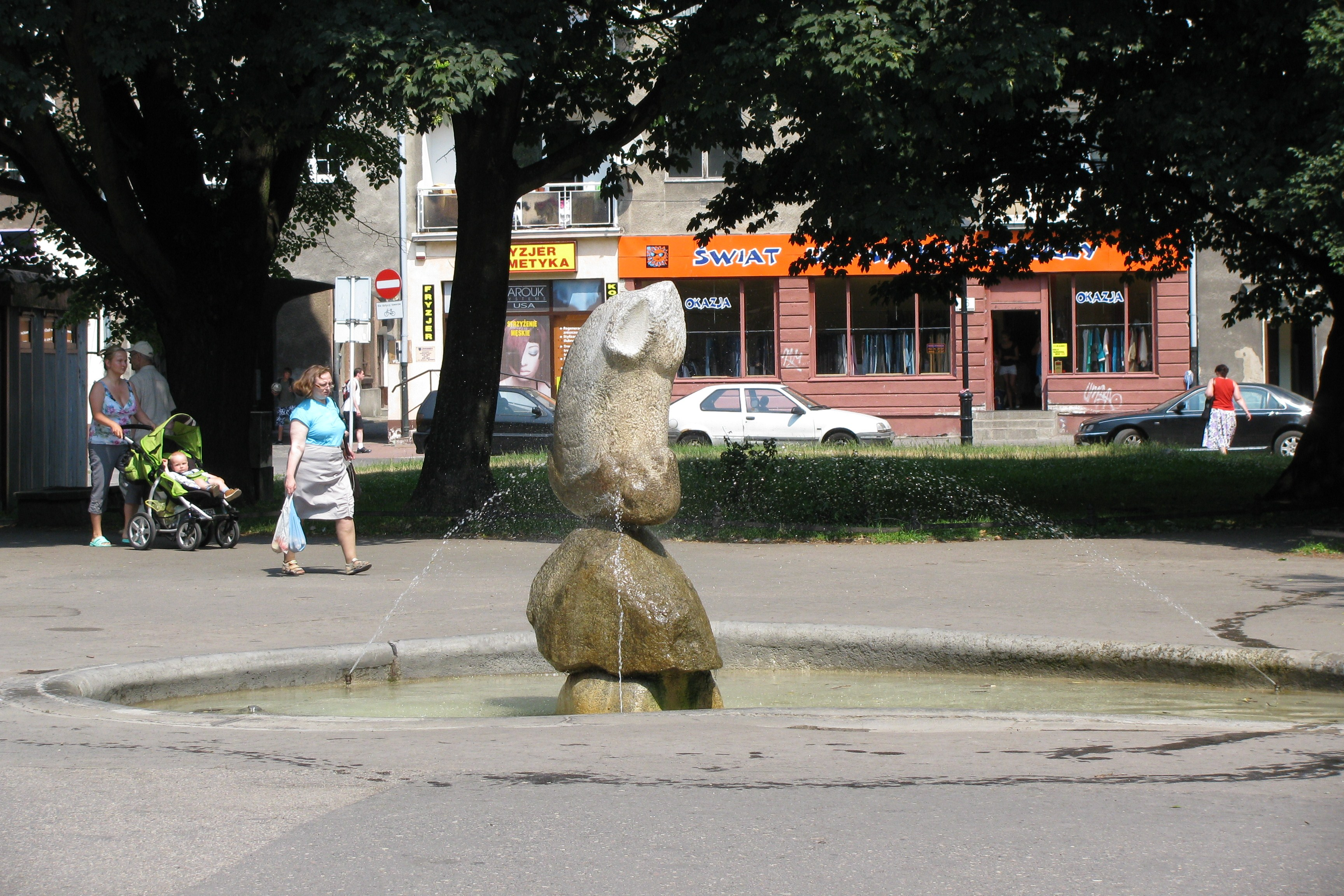
Skwer i fontanna przy ul. Szerokiej

## Historia
Była główną ulicą Głównego Miasta. Niegdyś były to dwie ulice. Do XIX wieku przy zachodnim krańcu obecnej, ulica nosiła nazwę Am Breiten Tor (Przy Szerokiej Bramie). Nazwa wzięła się od nieistniejącej już Bramy Szerokiej zamykającej ulicę od zachodu.
 Od wschodu pod bramą Żurawia kończy się na tzw. Targu Winnym, dawnym miejscu handlu winem.
Do końca II wojny przez ulicę przebiegały szyny tramwajowe, kończąc się przy Żurawiu (kursowały tramwaje dwukierunkowe z Nowego Portu). Zabudowa ulicy została silnie zniszczona podczas wojny, po 1945 zrekonstruowana.
W 2018 planowane było przywrócenie brukowanej nawierzchni ulicy.
Od 1956 u zbiegu z ul. Węglarską funkcjonuje mleczny Bar Turystyczny, uważany za kultowy i wspomniany przez brytyjskiego Guardiana jako miejsce pozwalające zapoznać się z tradycyjnym polskim menu.

### Dawne nazwy
- Ampla Platea
- Breite Gasse
- Am Breiten Tor

## Obiekty
- Baszta Bramy Szerokiej
- Brama Żuraw
- Skwer ulicy Szerokiej, z fontanną z 1966 (autorstwa gdańskiego rzeźbiarza Alfonsa Łosowskiego[3]) i pomnikiem Świętopełka II Wielkiego
- Urząd Pocztowy Gdańsk 25
- Kamienica pod Łososiem, wzmiankowana w 1566[4]
- Gdańska Galeria Güntera Grassa (4G), przed którą 5 października 2014 odsłonięto rzeźbę noblisty pt. "Turbot pochwycony", ul. Szeroka 37